# Jordi Cáceres
Jordi Cáceres Iglesias, född 24 augusti 2004, är en spansk konstsimmare.

## Karriär
Vid junior-EM 2024 i Cottonera tog Cáceres brons i både det fria och tekniska soloprogrammet samt silver i det fria programmet för mixade par och brons i det tekniska programmet för mixade par tillsammans med Ariadna Benito. Vid junior-VM 2024 i Lima tog han brons i det fria programmet för mixade par tillsammans med Ariadna Benito.
Vid konstsim-EM 2025 i Funchal tog Cáceres guld i det fria soloprogrammet.